# Планета вуду
«Планета вуду» (англ. Voodoo Planet) — науково-фантастичний роман американської письменниці Андре Нортон (справжнє ім'я Аліса Мері Нортон), написаний під псевдонімом Анре Норт. Роман був опублікований 1959 року.
Роман є третьою книгою циклу «Королева сонця».

## Сюжет
У жаркому вологому океанському світі Ксечо Дейн Торсон щойно закінчив свою частину підготовки «Королеви сонця» корабля вільних торговів до початку її роботи міжзоряним поштовим маршрутом. Чекаючи на корабель, який вони мають замінити на маршруті, головний лісничий Корт Асакі запрошує Дейна, капітана Джелліко та медика Крейга Тау відвідати сусідню планету Ксечо, Хатку. Світ джунглів, спочатку заселений тисячоліттями тому корінними африканськими біженцями під час однієї з атомних воєн на Землі, Хатка — це світ сафарі, по суті, гігантське мисливське угіддя, куди приходять мисливці на велику дичину, щоб спробувати свої навички проти великих небезпечних тварин.
На Хатці ці троє виявляють, що лісничого Асакі ненавидить чаклун Ламбріло. Під час церемонії, під час якої Ламбріло переодягнувся в місцеву версію лева, медик Тау, який вивчав магію в багатьох світах, створює образ слона, чим налаштовує проти себе Ламбріло.
Під час візиту до Зобору, нового заповідника без вбивств, троє торгівців, лісничий Асакі та пілот опиняються в джунглях, коли їхній флітер розбивається. Їхній запас води отруєний галюциногеном. Чоловіки повинні повернутися на свою базу, уникаючи зустрічі з небезпечною фауною Хатки та відрізнаючи реальність від навіювання. 
Одна така зустріч говорить їм, що за ними стежить і переслідує Ламбріло.
У смертоносному болоті вони потрапляють до табору, який займає невелика команда браконьєрів. Там Тау стикається з Ламбріло, повертає його «магію» проти нього та посилає його з криком у джунглі, тим самим вирішуючи проблему Асакі. Потім капітан Джелліко та його люди повертаються на «Сонячну королеву» для, як вони сподіваються, приємної спокійної доставки пошти.